# Dream Girl (Ir-Sais)
Dream Girl è un singolo del cantante olandese Ir-Sais, pubblicato il 17 maggio 2019 come primo estratto dal terzo album in studio Deeper 2.0.

## Descrizione
Il brano contiene un campionamento di I Wanna Be Down di Brandy Norwood. È stato originariamente pubblicato in modo indipendente da Ir-Sais nel 2017, ma dopo aver riscoperto popolarità su TikTok è stato ripubblicato nel 2019.

## Tracce
1. Dream Girl – 2:42

Download digitale – Remix
1. Dream Girl (con Rauw Alejandro) – 3:12

Download digitale – Brazil Remix
1. Dream Girl (con Tati Zaqui) – 3:15

Download digitale – Global Remix
1. Dream Girl (con Sean Paul e Davido) – 3:32

## Successo commerciale
Grazie alla pubblicazione del remix con Rauw Alejandro, il brano ha raggiunto il 25º posto della Hot Latin Songs e il 6º posto della Latin Rhythm Songs, entrambe stilate da Billboard.

## Classifiche
| Classifica (2020) | Posizione massima |
| ----------------- | ----------------- |
| Argentina         | 15                |
| Francia           | 146               |
| Paesi Bassi       | 53                |
| Perù              | 61                |
| Portogallo        | 62                |